# SÍF Sandavágur
El SÍF Sandavágur es un club de fútbol de la localidad de Sandavágur, Vágar, Islas Feroe.

## Historia
SÍF Sandavágur fue fundado en 1906; aunque el club es uno de los más antiguos de las Islas Feroe, SÍF solo jugó en la primera división tres veces: 1989, 1990 y 1992, desde la creación de la liga en 1942. El mejor resultado liguero en la máxima categoría fue el 8.º puesto. en 1989. En 1993, SÍF se fusionó con el MB Miðvágur para formar el FS Vágar. SÍ Sørvágur también se convirtió en parte de la fusión en 1998. Jugaron en la liga superior entre 1995 y 1997 y nuevamente en 2000.
Después de la temporada 2004, la fusión se derrumbó y los 3 clubes se separaron. Después de la separación, SIF Sandavágur se unió a la 3. deild (la cuarta división) en la temporada 2007, esta fue la última temporada que jugaron a nivel de adultos y el club no ha participado en la Liga de Fútbol desde entonces. Porque SÍF pasó a formar parte del recién nombrado club, 07 Vestur. Pero participa de forma independiente en las divisiones juveniles bajo el nombre original.

## Palmarés
- 1. deild: 4 (1960, 1969, 1970, 1973)
- 2. deild: 1 (1981)